# Wizard and the Princess
Wizard and the Princess is een avonturenspel uit 1980 van On-Line Systems. Het computerspel is beschikbaar voor Atari 400/800, Apple II, Apple II Plus, IBM PC en Commodore 64. Voor pc werd het spel hernoemd naar Adventure in Serenia. Het spel is een aanloop naar de latere King's Quest-serie van Sierra Entertainment.

## Achterliggend verhaal

### Apple
Oorspronkelijk kwam het spel uit voor Atari 400/800 en Apple II. Volgens de handleiding speelt het verhaal zich af in het land Serenia. Een dappere zwerver (= de speler) komt aan in een dorp waar een boodschap van koning George wordt afgeroepen: zijn dochter prinses Priscilla werd onlangs ontvoerd door de slechte tovenaar Harlin. Zij wordt gevangengehouden in een kasteel ver achter de bergen. De koning schenkt de helft van zijn koninkrijk aan de persoon die de prinses kan bevrijden. De zwerver is vastberaden om Priscilla te vinden, maar heeft in Serenia enkel nog maar woestijn gezien. Een van de dorpsbewoners zegt hem dat de bergen zich in het noorden van het land bevinden.

### PC
Op PC is het inleidende verhaal sterk ingekort: Jij bent als dappere zwerver op magische wijze beland in het land van Serenia. Volgens geruchten heeft de tovenaar Harlin prinses Priscilla ontvoerd en houdt hij haar vast in een kasteel ver voorbij de bergen in het noorden. Het is uw taak om de prinses te redden en terug te brengen naar het dorp waar je je nu bevindt.

### Commodore 64 en Atari
Op Commodore 64 en Atari is het verhaal in de begeleidende handleiding nog anders. Hier start het verhaal in de toekomst waar een zwerver de tovenaar Harlin tegenkomt. Harlin zegt hem dat hij een slechte magiër is die ooit prinses Priscilla ontvoerde. Om er zeker van te zijn dat zij niet kon worden gered, gebruikte Harlin zijn krachten om het landschap van Serenia te veranderden: hij toverde een woestijn omheen de stad, creëerde hoge bergen in het noorden en verdeelde het continent in tweeën met behulp van een zee. Desondanks kon een iemand de prinses toch redden. Harlin wil het niet opgeven en kan met zijn magie de tijd doen terugkeren. Zo stuurt hij de zwerver terug in de tijd om hem op de queeste te sturen. Harlin is er zeker van dat hij geen tweede keer zal worden verslagen.

## Geschiedenis
Wizard and the Princess werd gedistribueerd door  On-Line Systems, wat eigendom was van Roberta en Ken Williams.  Het spel kwam initieel uit voor Apple II in 1982 en stond op een 5¼" floppy disk met een bijgeleverd instructieblad. Verder was dit het eerste avonturenspel dat een volledig kleurenpalet gebruikte. Ondanks Apple II slechts zes verschillende kleuren gelijktijdig kon tonen, kon men met behulp van dithering de illusie opwekken dat er toch meerdere kleuren werden getoond. Er werden 60.000 exemplaren van verkocht
In 1982 werd het spel geporteerd naar pc en werd het ook het eerste spel van het bedrijf op dit platform. Voor onbekende reden werd het spel hernoemd naar “Adventure in Serenia”.  Enkele maanden later kwam het spel uit op Atari 8-bit-computers en Commodore 64 en werd terug de originele titel gebruikt. In tegenstelling tot de andere platforms, was de Atari-versie monochroom.